# 4 ½
4 ½ è il secondo EP del cantautore britannico Steven Wilson, pubblicato il 22 gennaio 2016 dalla Kscope.

## Descrizione
Come spiegato da Wilson attraverso il proprio sito ufficiale, 4 ½ rappresenta una pubblicazione intermedia tra il quarto album Hand. Cannot. Erase. e il quinto album To the Bone e comprende quattro brani originariamente realizzati durante le sessioni di registrazione di Hand. Cannot. Erase., uno tratto da quelle per il terzo album in studio The Raven That Refused to Sing (And Other Stories) e una versione riarrangiata di Don't Hate Me, brano originariamente composto dai Porcupine Tree nel 1998 per il loro quinto album Stupid Dream (1999).

## Tracce
1. My Book of Regrets – 9:23
2. Year of the Plague – 4:15
3. Happiness III – 4:31
4. Sunday Rain Sets In – 3:50
5. Vermillioncore – 5:09
6. Don't Hate Me – 9:34

Contenuto bonus nell'edizione BD
- Versions (96/24 Stereo LPCM)

1. My Book of Regrets (Edit) – 3:34
2. Don't Hate Me (SW Vocal Version) – 9:35
3. My Book of Regrets (Instrumental) – 9:36
4. Happiness III (Instrumental) – 4:32
5. Don't Hate Me (Instrumental) – 9:37

- Bonus Track (DTS HD Master Audio 5.1 / 96/24 5.1 LPCM / 96/24 Stereo LPCM)

1. Lazarus (2015) – 3:58

## Formazione
Musicisti
- Steven Wilson – voce (tracce 1, 3 e 6), autoharp, chitarra elettrica, pianoforte e Ghostwriter VI (traccia 1), chitarra acustica (tracce 1, 2 e 3), mellotron (tracce 1, 4 e 6), percussioni (tracce 1 e 4), basso (tracce 2 e 5), pianoforte elettrico e campionatore (traccia 2), sintetizzatore Prophet 6 (tracce 2 e 6), assolo di chitarra (traccia 3), chitarra (tracce 4, 5 e 6), tastiera (tracce 4 e 5), sound design (traccia 5), moog (traccia 6)
- Dave Kilminster – chitarra (tracce 1 e 6)
- Nick Beggs – basso (tracce 1, 3, 4 e 6), assolo di chapman Stick (traccia 5)
- Adam Holzman – wurlitzer e minimoog (tracce 1 e 5), organo Hammond (tracce 1, 3 e 6), pianoforte (tracce 2, 3 e 4), organ stabs (traccia 5), tastiera e Fender Rhodes (traccia 6)
- Craig Blundell – batteria (tracce 1, 5 e 6), batteria elettronica (traccia 5)
- Guthrie Govan – chitarra (traccia 3)
- Marco Minnemann – batteria (traccia 3)
- Chad Wackerman – batteria (traccia 4)
- Theo Travis – flauto (tracce 4 e 6), assolo di sassofono (traccia 6)
- Ninet Tayeb – voce (traccia 6)

Produzione
- Steven Wilson – produzione, missaggio

## Classifiche
| Classifica (2016)          | Posizione massima |
| -------------------------- | ----------------- |
| Austria                    | 17                |
| Belgio (Fiandre)           | 33                |
| Belgio (Vallonia)          | 47                |
| Canada                     | 38                |
| Finlandia                  | 13                |
| Francia                    | 55                |
| Germania                   | 7                 |
| Italia                     | 22                |
| Norvegia                   | 20                |
| Paesi Bassi                | 9                 |
| Regno Unito                | 22                |
| Regno Unito (independent)  | 3                 |
| Regno Unito (rock & metal) | 2                 |
| Stati Uniti                | 114               |
| Stati Uniti (alternative)  | 7                 |
| Stati Uniti (independent)  | 4                 |
| Stati Uniti (rock)         | 7                 |
| Svezia                     | 32                |
| Svizzera                   | 14                |